# Haltere la Jocurile Olimpice de vară din 1936

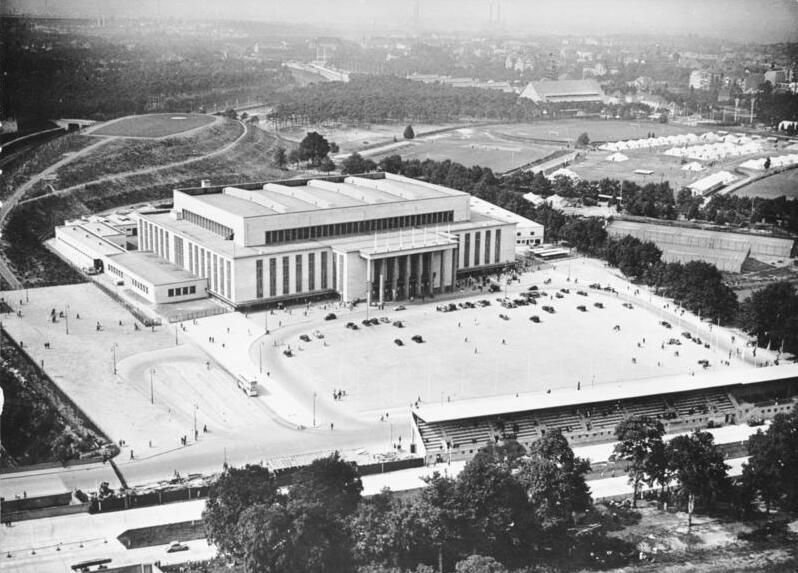
Deutschlandhalle

Probele sportive de haltere la Jocurile Olimpice de vară din 1936 au avut loc în perioada 2 - 5 august 1936 și s-au desfășurat la Deutschlandhalle (Sala Germaniei).

## Rezultate
| Probă            | Aur                    | Argint                | Bronz                |
| 60 kg Detalii    | Anthony Terlazzo (USA) | Saleh Soliman (EGY)   | Ibrahim Shams (EGY)  |
| 67,5 kg Detalii  | Robert Fein (AUT)      |                       | Karl Jansen (GER)    |
| 67,5 kg Detalii  | Anwar Mesbah (EGY)     |                       | Karl Jansen (GER)    |
| 75 kg Detalii    | Khadr El Touni (EGY)   | Rudolf Ismayr (GER)   | Adolf Wagner (GER)   |
| 82,5 kg Detalii  | Louis Hostin (FRA)     | Eugen Deutsch (GER)   | Ibrahim Wasif (EGY)  |
| +82,5 kg Detalii | Josef Manger (GER)     | Václav Pšenička (TCH) | Arnold Luhaäär (EST) |

## Clasament pe medalii
| Loc   | Țară                       | Aur | Argint | Bronz | Total |
| ----- | -------------------------- | --- | ------ | ----- | ----- |
| 1     | Egipt                      | 2   | 1      | 2     | 5     |
| 2     | Germania                   | 1   | 2      | 2     | 5     |
| 3     | Austria                    | 1   | –      | –     | 1     |
| 3     | Franța                     | 1   | –      | –     | 1     |
| 3     | Statele Unite ale Americii | 1   | –      | –     | 1     |
| 6     | Cehoslovacia               | –   | 1      | –     | 1     |
| 7     | Estonia                    | –   | –      | 1     | 1     |
| Total | Total                      | 5   | 5      | 5     | 15    |